# Замятин, Семён Леонтьев
Семён Лео́нтьев Замя́тин — русский иконописец середины XVII века. Упоминается во вкладной книге Антониево-Сийского монастыря как вкладчик, при игумене Ионе (1597—1634).